# Lincoln Beach
Lincoln Beach az Amerikai Egyesült Államok északnyugati részén, Oregon állam Lincoln megyéjében elhelyezkedő népszámlálás által kijelölt hely.
A 2010. évi népszámlálási adatok alapján 2 045 lakója van. Teljes területe 10,6 km², ebből 2,1 km² vízi.

## Népesség

### 2010
A 2010-es népszámláláskor 2 045 lakója, 1 077 háztartása és 633 családja volt. A népsűrűség 240,5 fő/km². A lakóegységek száma 2 391, sűrűségük 373,6 db/km². A lakosok 92,7%-a fehér, 0,3%-a afroamerikai, 1,2%-a indián, 1,2%-a ázsiai, 0,0005%-a a csendes-óceáni szigetekről származik, 1,4%-a egyéb-, 3,1% pedig kettő vagy több etnikumú. A spanyol vagy latino származásúak aránya 4,2% (3,4% mexikói, 0,2% Puerto Ricó-i, 0,1% kubai, 0,5% pedig egyéb spanyol/latino származású).
A háztartások 9,1%-ában élt 18 évnél fiatalabb. 50,6% házas, 5,8% egyedülálló nő, 2,3% pedig egyedülálló férfi; 41,2% pedig nem család. 35,2% egyedül élt; 18,2%-uk 65 éves vagy idősebb. Egy háztartásban átlagosan 1,89 személy élt; a családok átlagmérete 2,34 fő.
A medián életkor 59,8 év volt. A lakók 9,9%-a 18 évesnél fiatalabb, 2,6% 18 és 24 év közötti, 12,4%-uk 25 és 44 év közötti, 38,1%-uk 45 és 64 év közötti, 36,9%-uk pedig 65 éves vagy idősebb. A lakosok 46,2%-a férfi, 53,8%-uk pedig nő.

### 2000
A 2000-es népszámláláskor 2 078 lakója, 1 073 háztartása és 658 családja volt. A népsűrűség 244,5 fő/km². A lakóegységek száma 2 198, sűrűségük 343,4 db/km². A lakosok 95,5%-a fehér, 0,1%-a afroamerikai, 1,4%-a indián, 0,8%-a ázsiai, 0,0005%-a a csendes-óceáni szigetekről származik, 0,8%-a egyéb-, 1,3% pedig kettő vagy több etnikumú. A spanyol vagy latino származásúak aránya 2% (1,6% mexikói, 0,1% kubai, 0,3% pedig egyéb spanyol/latino származású).
A háztartások 10,9%-ában élt 18 évnél fiatalabb. 53% házas, 6,1% egyedülálló nő; 38,7% pedig nem család. 32,1% egyedül élt; 16%-uk 65 éves vagy idősebb. Egy háztartásban átlagosan 1,93 személy élt; a családok átlagmérete 2,35 fő.
A lakók 12,5%-a 18 évnél fiatalabb, 1,7%-a 18 és 24 év közötti, 10,5%-a 25 és 44 év közötti, 33,8%-a 45 és 64 év közötti, 36%-a pedig 65 éves vagy idősebb. A medián életkor 58,2 év volt. Minden 100 nőre 85,2 férfi jut; a 18 évnél idősebb nőknél ez az arány 82,5.
A háztartások medián bevétele 33 425 amerikai dollár, ez az érték családoknál $41 415. A férfiak medián keresete $32 557, míg a nőké $18 519. Az egy főre jutó bevétel (PCI) $21 810. A családok 4%-a, a teljes népesség 6,9%-a élt létminimum alatt; a 18 év alattiaknál ez a szám 3%, a 65 év felettieknél pedig 2,2%.